# Charles Courrier
Pour les articles homonymes, voir Courrier.
Charles Courrier, né le 18 janvier 1902 à Millery (Meurthe-et-Moselle) et mort le 14 décembre 1977 à Nogent-sur-Seine (Aube), est un homme politique français.

## Biographie
Fils d'un couple d'instituteurs, Charles Courrier suit des études secondaires à Nancy, puis entre en faculté de médecine à Strasbourg, avant d'achever ses études à Lyon. Docteur en médecine en 1925, il entre alors à l'école d'application du Val-de-grâce, et entame une carrière de médecin militaire à partir de 1927. Il est alors envoyé en Afrique, et notamment au Maroc, où il séjourne de 1928 à 1932. Il est décoré de la légion d'honneur avant le déclenchement de la seconde guerre mondiale.
Fait prisonnier en Lorraine en 1940, il est libéré quelques semaines plus tard et prend la direction du centre de réception des prisonniers de guerre, à Compiègne, puis sur service militaire de santé de Paris.
Il soutient alors la résistance, notamment par la fourniture de matériel médical. Il rejoint ensuite les FFI, en Lorraine, participe aux combats pour la Libération, et devient directeur du service de santé de la 3e division blindée.
Il sort de la guerre avec la croix de guerre, une promotion comme officier de la légion d'honneur.
Il occupe ensuite des postes de direction dans les services de santé de l'armée, dans l'Est de la France, avant de quitter l'armée en 1947.
Il exerce alors comme médecin libéral à Paris, puis, à partir de 1951, à Nogent-sur-Seine, dans l'Aube, où il pratique aussi au sein de l'hôpital public.
Son engagement politique commence avec le poujadisme. Adhérent de l'union de défense des commerçants et artisans, il mène en 1956 la liste de ce mouvement pour les élections législatives dans l'Aube.
Son élection comme député n'est validée que tardivement, en juillet 1956, et à une courte majorité après un avis négatif de la commission d'enquête.
Cela ne l'empêche pas d'être très actif au Palais Bourbon, déposant en moins de deux ans plus de cinquante textes.
Certains contiennent des propositions plus ou moins techniques ou corporatives, comme la transformation de la pédiatrie en spécialité médicale (juillet 1957), l'évolution de la réglementation sur les substances toxiques (mars 1957), la création d'une médecine du travail aux PTT (janvier 1958).
D'autres sont plus novatrices ou radicales, comme la demande de reconnaissance de la « névrose des téléphonistes » comme maladie professionnelle (février 1958), ou la suppression de l'ordre des médecins (octobre 1956).
Il s'intéresse aussi aux questions qui concernent directement son département d'élection, comme la situation du vignoble champenois.
Il ne se distingue par ailleurs en rien dans ses votes des choix du groupe Union et fraternité française auquel il appartient.
Sa carrière politique s'achève avec les élections législatives de 1958, lorsqu'il n'est pas réélu.

## Détail des fonctions et des mandats
Mandat parlementaire
- 2 janvier 1956 - 8 décembre 1958 : Député de l'Aube